# Betty Brown
Pour les articles homonymes, voir Brown.
Betty Brown (née le 10 janvier 1896 à Butler en Pennsylvanie, morte le 24 novembre 1975 à Victorville en Californie) est une actrice américaine, parfois créditée sous le nom Betty Browne.

## Filmographie
- 1914 : Sweedie Springs a Surprise
- 1915 : The Blindness of Virtue
- 1916 : The Discard
- 1920 : Hell's Oasis de Neal Hart
- 1926 : Davy Crockett at the Fall of the Alamo
- 1927 : The Rejuvenation of Aunt Mary de Erle C. Kenton
- 1930 : The March of Time de Charles Reisner
- 1935 : Music Is Magic
- 1936 : Show Boat de James Whale
- 1938 : The Jury's Secret